# Daimés
Daimés es una pedanía de Elche (provincia de Alicante, España). Cuenta con 1299 habitantes (INE 2009).
Su altitud es de 11 m sobre el nivel del mar. Se encuentra al sur del núcleo urbano de Elche y al norte de Dolores (Vega Baja).
Limita al norte con la partida de Alzabares Bajo, al este con La Hoya, al oeste con, El Derramador, y al sur, con Carrizales, la antigua Balsa Llargera.
Sus tierras se corresponden con las 10 000 tahúllas que se reservó el Infante Don Juan Manuel, en el siglo XIII, cuando procedió al reparto de las tierras de Elche, que estaban incluidas en lo que denominaban "Las Alquerías".
Sus fiestas patronales se celebran a mediados de junio en honor a San Antonio de Padua, compartidas con la vecina pedanía de La Hoya. En ellas destaca la romería, donde se trae la imagen del patrón desde la pedanía de La Hoya y la charanga entre otros muchos actos.
La pedanía carece de núcleo urbano, aunque es una de las más extensas de Elche. Los escolares estudian en el colegio público y el instituto de La Hoya donde también los habitantes de Daimés pertenecen parroquialmente.